# Paolo Panceri
Paolo Panceri, född 23 augusti 1833 i Milano, död 12 mars 1877 i Neapel, var en italiensk zoolog och anatom. 
Panceri studerade medicin i Pavia och var från 1866 professor i komparativ anatomi i Neapel. Åren 1869–1876 publicerade han en rad arbeten över havsdjur, bland annat om deras lysorgan, medan en resa till Egypten 1872–1873 gav honom möjlighet till att undersöka verkningen av vissa ormarters samt Lycosa tarantulas gift.